# Glaphyra strangulata
Glaphyra strangulata là một loài bọ cánh cứng trong họ Cerambycidae.